# Martin Mystery
Martin Mystery (en italiano: Martin Mystère) es una serie animada producida por la compañía francesa Marathon y emitida por Jetix (y más tarde, Disney XD) en España, Discovery Kids en Estados Unidos, Rai Due en Italia y Nickelodeon en Hispanoamérica, transmitida también en el canal 11 de México. Está basada en la serie de historietas italiana Martin Mystère.

## Sinopsis
La serie animada reinventa al personaje de un cómic titulado Martin Mystery, quien junto con su hermanastra (el padre de él se casó con la madre de ella) Diana Lombard, son estudiantes de la Academia Torrington, un instituto en Sherbrooke, Quebec. Trabajan para una organización secreta, el Centro, que protege secretamente a la gente de la tierra contra amenazas extraterrestres y sobrenaturales. No todos los que trabajan para la organización son humanos. El pequeño y verde Billy es uno de los mejores amigos de Martin. Java trabaja en la cafetería de la escuela de Diana y Martin; él es un cavernícola de hace 20 mil años. En lo que concierne al Centro, el extenso conocimiento de Martin y su intuición sobrenatural compensan su falta de higiene personal y su enorme ego. Diana sufre estas cualidades ocasionalmente, pues Martín no parece darse cuenta de la seriedad de sus misiones, aunque ella lo quiere como si fuera su hermano verdadero. Como ironía, Diana y Martin son novios en la versión original de los cómics en vez de hermanastros.
Diana es muy propensa a asustarse en las misiones y se convierte a menudo en una víctima a la que Martin tiene que rescatar. Junto con Java y Billy, forman un gran equipo investigador, teniendo que enfrentarse a horrores y peligros.
En el 2004, el show comenzó a emitirse en las cadenas YTV y Vrak.TV de Canadá en inglés y francés, respectivamente. También se emitió en Jetix en España, Rai Due en Italia. En mayo de 2005, Nickelodeon empezó a transmitirlo también, quitándolo posteriormente en agosto del mismo año. En Latinoamérica se transmitió por Nickelodeon Latinoamérica desde mayo de 2004, y a finales del 2006, salió del aire por razones desconocidas, pero fue puesto al aire nuevamente en la programación a mediados del 2007, emitiéndose solo los sábados y domingos, pero en noviembre  del mismo año, fue removido de la programación, y hasta el momento, esta serie no volvió a ser emitida.
El show lo produce Marathon (una productora francesa con sede en Neuilly-sur-Seine), que también produce Totally Spies y Team Galaxy. Como Totally Spies, Martin Mistery tiene un estilo evocador del anime japonés, aunque se produce en Europa. Personajes parecidos a Martín y sus enemigos han aparecido como cameos dentro de Totally Spies, en capítulos como "Super agent".

## Personajes principales
Martin Mystery
Es un chico de 16 años con un gran interés por lo paranormal. Después de solucionar involuntariamente un gran misterio, fue reclutado por el Centro. Ya sea en la escuela o en una misión, es siempre el mismo adolescente inmaduro y lleno de energía. No se lo piensa dos veces antes de ponerse en peligro, a menudo para ayudar a alguien. Le gusta todo lo fangoso y desagradable, justo lo que su hermanastra Diana odia. A Martin le gusta gastarle bromas pesadas, de las que ella a menudo se venga con abuso físico. Como líder del equipo, Martin es el único que usa un Reloj-U.
Diana Lombard
La hermanastra de Martin, Diana es una chica adolescente seria, racional y obsesiva sin nada en común con su hermanastro. Como agente del Centro, intenta inculcar más seriedad en la vida de Martín y es su contrapunto femenino en las investigaciones. Diana es ocasionalmente asustadiza en las misiones, pero demuestra gran valor cuando es necesario. No comparte el gusto de Martin por lo paranormal y suele intentar explicar las cosas con lógica antes de admitir que se trate de algo sobrenatural. Diana realmente sufre al tratar de mantener la calma con su inmaduro e irresponsable hermanastro, al que suele patear, golpear y abofetear. Suele recogerse el pelo con dos broches y llevar una pequeña mochila púrpura. Su mejor amiga es Jenny.
Java el cavernícola
Java es un cavernícola de 200 mil años de antigüedad. Lo recreó un científico a partir de un fósil, junto con otros seres de la prehistoria, mediante tecnología de incubación, para usarlo a él y a otros dinosaurios recreados para sembrar el caos en el mundo futuro y transportarlo a la época en que viven Martín y Diana, quedando atrapado en ella, para luego ser capturado por el Centro. Al encontrarlo, Martín decide liberarlo y se hace amigo de él y de Diana inmediatamente. Trabaja en Torrington como cocinero y conserje. Les ayuda en sus investigaciones, usando su fuerza bruta contra monstruos o para romper puertas y cerraduras. Aunque le gustan los lagartos y las arañas, le dan miedo los gatos y las alturas, y no sabe nadar. Además de ser el más silencioso del equipo (aunque se vuelve más sociable e incluso algo bromista al avanzar la serie), su lenguaje es muy básico (I.e.¿- “Qué eso?“, “Diana calva”, y “Java no gusta este lugar”, además casi nunca usa verbos en presente). Sin embargo, es una fuente de comedia por sus reacciones ante diferentes escenarios asociados a su miedo a la tecnología moderna, aunque con el tiempo reemplaza esta forma reaccionar frente a ella por otras: a las que le agradan llega a acostumbrarse y las que no las afronta con violencia física (por ejemplo, cuando pierde una partida en un videojuego portátil, su primera reacción es partirlo en dos).
M.O.M.
Como directora del Centro, supervisa la investigación de actividades paranormales a través del mundo; Martin es uno de sus agentes favoritos. No se sabe su nombre verdadero, aunque ha utilizado el alias Olivia Mandell, que se deriva de las iniciales de MOM (Mystery Organization Manager: Gerente de la Organización del Misterio). Antes de trabajar en el Centro, conducía un carro de helado. Seria e inflexible, tiene que lidiar con Martín, que hace volar cada aparato en el que ella trabaja cuando lo llaman a su oficina, teniendo tendencia a enfurecerse de forma que le resulta difícil o imposible controlarse cuando éste o algún otro miembro del equipo causa algún estropicio. A pesar de su reservado sentido del humor, ella es en realidad (en palabras de Billy) un auténtico "animal fiestero", ya que algunas noches la oficina de M.O.M se transforma en un club nocturno.
Billy
Un pequeño alien verde que trabaja para el Centro como el secretario personal de MOM. Su papel es generalmente de apoyo; aparece de la nada en cualquier momento durante una misión, ya sea para dar información valiosa o hacer análisis de limo o tela enviados por Martin. En la segunda temporada, se revela que fue un temido guerrero extraterrestre conocido como Ganthar, pero que dejó atrás la violencia; razón por la cual nunca acompaña a los otros tres agentes. Llegó a la tierra en el incidente de Roswell; posteriormente, adoptó un disfraz humano para acompañar a Martín y a Diana en Torrington.

## Personajes secundarios
Marvin
Némesis de Martín y amor platónico de Diana. Le gustan los deportes extremos y puede hacer lo mismo que Martin (y mejor). Descubrió las identidades de Martín y Diana; MOM lo llamó para ser uno de sus agentes, pero, al sabotearlo Martin, es enviado a la base del Centro en el Polo. Martín tiene celos de él.
Jenny Anderson
El amor no correspondido de Martin. Para ella es un inmaduro, raro y perdedor. Es una de las chicas más bellas de Torrington. Aunque Jenny normalmente ve a Martin como un “palo de golf”, hay veces en las que se interesa por él, queriendo salir con él. Desafortunadamente para Martín, nunca dura, porque le borran los recuerdos o porque él lo echa a perder. Otro problema para Martín es que ella es una de las tantas chicas del colegio enamoradas de Marvin.
Gerald Mystery
Padre de Martín y de Diana. Es un científico muy racional, que pasa mucho de su tiempo en el campo. Él también considera una tontería cualquier cosa relacionada con lo paranormal. En la segunda temporada descubre la existencia del Centro.
Caitlin
Una chica de cabello corto y negro que fue novia de Martín por un breve tiempo. La consideran una “versión femenina” de él, ya que comparten intereses por los videojuegos, los cómics y las películas del horror. Cortó con Martín tras dejarla plantada.

## Reloj-U
Como líder del equipo, Martin usa un aparato llamado Reloj U, una pieza de equipo esencial para el éxito de las misiones y también sirve para contactar con el Centro. Sus funciones básicas son:
Índice de leyendas (Leyendex): Una base de datos con cada monstruo y criatura conocida por el Centro.
Análisis de baba (Limo-escaner): Analiza muestras de limo desconocido; es la función que más utiliza Martin.
Bio-explorador (Bio-escaner): Analiza y rastrea cualquier residuo biológico y manda la información a la base de datos del Centro.
Bastón X (Pértiga): Lanza una red para capturar criaturas. Puede extenderse para combate cuerpo a cuerpo. En algunos capítulos, Martin la utiliza como bumerán.
Anteojos alfa (Gafas Alfa): Unas gafas con luz integrada, ideales para sitios oscuros.
Bungy turbo (Gancho): Una cuerda con gancho que permite salir de lugares confinados o escapar de enemigos.
Cortador I (Cuchillo Láser): Un láser de calor capaz de cortar lo que sea. Martin a veces lo usa como láser para abrir paredes, otras como estufa debido a su alto calor y como pistola láser.
Escudo U (Ultra Escudo): Un aparato capaz de generar un campo resistente a daños por un corto tiempo. Puede cubrir un cuarto completo y a veces sirve como suministro de oxígeno en caso de estar expuesto a vapores u agua.
Localizador (GPS): Un aparato que sirve para rastrear cosas basándose en la información del centro.
M.O.M usa su propio reloj, el Reloj Ultra U, el cual tiene la capacidad de abrir portales. Existe también una versión mejorada del Reloj U,  el Reloj X, el cual es dado a los agentes de mayor rango. Tiene funciones adicionales como el Holograma, Ultra rayo concentrado y Anteojos X.

## Crossover
La caricatura de origen canadiense-francés "Totally Spies!" (Tres espías sin límites en Hispanoamérica) presentó en el episodio 14 de su 5.ª temporada un crossover de las 2 series. El episodio fue titulado como «Totally Mystery Much?» (en español como «¿Demasiado Misterio?») .

## Doblaje
Doblaje español
- Martin Mistery: Ricardo Escobar
- Diana Lombard: Isatxa Mengíbar
- Java el cavernícola: Pablo del Hoyo
- M.O.M: Amparo Valencia
- Billy: ???
- Jenny: Cecilia Santiago

Doblaje en euskera (versión emitida en el País Vasco)
- Martin Mistery: Kiko Jauregi
- Diana Lombard: Miren Aranburu
- Java el cavernícola: Josu Mitxelena
- M.O.M: Begoña Huegun
- Billy: Itziar Urretabizkaia
- Jenny: Arantxa Monux

Doblaje latinoamericano
- Martin Mystery: Luis Carreño
- Diana Lombard: Melanie Henríquez
- Billy: Johnny Torres
- M.O.M: Soraya Camero/Edylu Martínez
- Jenny: Rebeca Aponte